# Umbrá
Os umbrá são uma etnia originaria que habita no Resguardo de Escopetera-Pirza, município de Riosucio (Caldas) e nas comunidades de Sardinero, Mápura y Opiramá, em Quinchai, departamento de Risaralda, na Colômbia.

## História
Antes da colonização espanhola, os umbrá povoavam um território muito maior que alcançava os atuais municípios de Belén de Umbría (Risaralda) e Anserma (Caldas). Esse território foi ocupado pelas tropas do conquistador Jorge Robledo em 1539. Durante os primeiros 40 anos da conquista A população indígena da área foi reduzida de 40.000 para 1.000 pessoas, que foram concentradas em 1597 no Resguardo de Pirza e Umbrá. Em 1627, os sobreviventes foram transferidos pelos espanhóis junto com povos indígenas de outras etnias e lugares para a Vega de Supía, em 1627. Em 1773 várias famílias umbrá voltaram para Pirza após a compra de algumas terras de parte de seu antigo território.6 Atualmente os Umbrá se dedicam à agricultura.

## Língua
A palavra "umbrá" em sua língua significa "da serra". Parte da população ainda fala sua própria língua,que até agora não foi classificada, 9 mas já possui um primeiro estudo publicado, realizado graças à colaboração de nove falantes interessados em preservar sua língua materna.
A pesquisa lingüística e cultural constatou que os umbrá usavam um sistema de paus e cordas para enviar mensagens, chamado tãtũĩõ, semelhantes aos quipos quíchuas; e além disso, realizavam representações gráficas dos números e também pictogramas e pinturas rupestres com significado.

## Museu
O Museu Histórico e Arqueológico Elíseo Bolívar de Belén de Umbría, preserva o maior acervo da cultura Umbrá.